# Himalmartensus
Himalmartensus is een geslacht van spinnen uit de  familie van de nachtkaardespinnen (Amaurobiidae).

## Soorten
- Himalmartensus ausobskyi Wang & Zhu, 2008
- Himalmartensus martensi Wang & Zhu, 2008
- Himalmartensus mussooriensis (Biswas & Roy, 2008)
- Himalmartensus nandadevi Quasin, Siliwal & Uniyal, 2015
- Himalmartensus nepalensis Wang & Zhu, 2008